# Arthur Tanner
Arthur Hugh Tanner (* 3. Juni 1903 im Walton County, Georgia; † 22. Februar 1972 in Winder, Georgia) war ein US-amerikanischer Old-Time-Musiker und der jüngste Bruder des berühmten Fiddlers Gid Tanner. Arthur Tanner war Gitarrist und Banjo-Spieler.

## Leben

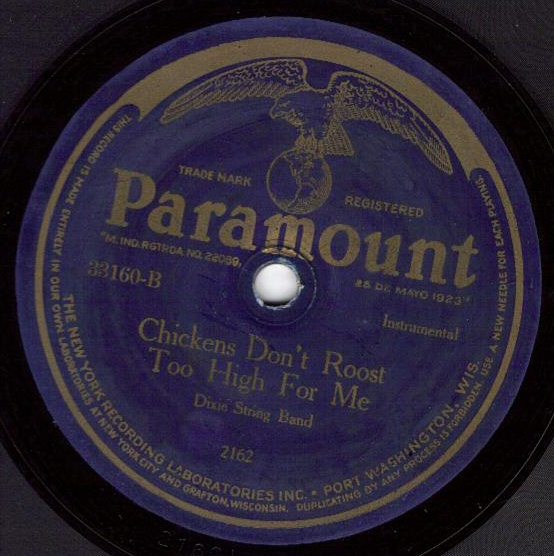
Chicken Don’t Roost Too High For Me, 1925 (als Dixie String Band)

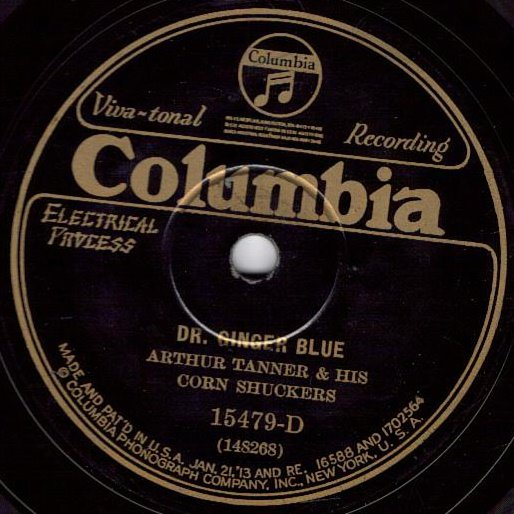
Dr. Ginger Blue, 1929

### Karriere
Arthur Tanner startete seine Schallplattenkarriere 1925 bei Columbia Records, bei denen auch sein Bruder Gid unter Vertrag war. Seine erste Aufnahme-Session fand am 27. Januar 1925 in Atlanta statt, bei der die Stücke Floella’s Cottage und Knoxville Girl eingespielt wurden. Die Besetzung bestand aus Arthur Tanner und seinem Bruder Gid. Beide Titel wurden von Columbia jedoch nicht veröffentlicht. Danach nahm er eine Reihe von Stücken für Paramount Records auf. In den folgenden vier Jahren produzierte er weitere Titel, seine erste Veröffentlichung war Devilish Mary. Die Platten wurden als Arthur Tanner and his Corn Shuckers verkauft. Die reguläre Besetzung dieser Gruppe war Arthur Tanner (Gesang, Gitarre), Gid Tanner (Fiddle, Banjo) und Fate Norris (Banjo), zuweilen auch Riley Puckett oder Clayton McMichen. Zusammen mit Gid und Fate Norris veröffentlichte Tanner auch Platten als Gid Tanner’s Georgia Boys. Einige Aufnahmen, die Tanner bei Paramount machte, wurden auf deren Sublabels Puritan Records, Herwin Records und Silvertone Records neu veröffentlicht. In den 1920er-Jahren war Tanner mit Earl Johnson ebenfalls auf dem Radiosender WSB in Atlanta zu hören, hin und wieder auch als Georgia Wildcats.
1934 war Tanner als Banjo-Spieler bei der letzten Session der Skillet Lickers anwesend. Diese Stücke waren die letzten, die er einspielte. Auf Veranstaltungen war Tanner jedoch noch öffentlich vertreten und trat unter anderem mit seinem Bruder auf. Gid Tanners Sohn Arthur erinnerte sich: „They played it from the stage and setting around the house…It would tear the audience up.“

### Rückzug
In den Jahren nach seiner Karriere als Musiker ging Tanner fortan seinem Beruf als Anstreicher nach, den er auch schon zuvor ausgeübt hatte. Er war verheiratet mit Leita Allgood und hatte zwei Söhne, James und Hugh Lee.
Arthur Tanner verstarb im Alter von 69 Jahren in seinem Haus in Winder, Georgia.

## Diskografie

### Singles
Tanners Paramount-Platten wurden von dem Label auch bei Sublabels wie Silvertone, Puritan und Herwin wieder veröffentlicht.
| Jahr                    | Titel                                                                                                | #        | Anmerkungen                   |
| ----------------------- | --- | -------- | ----------------------------- |
| Paramount Records       | |          |                               |
| 1925                    | Devilish Mary / My Burglar Man                                                                       | 3514     | veröffentlicht bei Silvertone |
| 1925                    | The Lighting Express / Chicken, Don’t Roost Too High for Me                                          | 33160    | als Dixie String Band         |
| 1925 (?)                | Merry Widow Waltz / Little Old Log Cabin in the Lane                                                 | 33161    |                               |
| 1925 (?)                | Knoxville Girl / Leather Breeches                                                                    | 33162    |                               |
| 1925 (?)                | Soldier’s Joy / When I Was Single My Pockets Would Jingle                                            | 33163    |                               |
| 1926                    | Birmingham Rag / Atlanta Special                                                                     | 33164    |                               |
| 1926                    | Show Me the Way to Go Home / Whoa, Mule, Whoa                                                        | 33166    |                               |
| Columbia Records        | |          |                               |
| 1927                    | Shack #9 / Two Little Children                                                                       |          |                               |
| 1927                    | The Jealous Lover / Knoxville Girl                                                                   | 15145-D  |                               |
| 1928                    | The Disappointed Lover / Sleep on Blue Eyes                                                          | 15352-D  |                               |
| 1929                    | Bring Back My Blue Eyed Boy / Gather the Flowers                                                     | 15577-D  |                               |
| 1929                    | Lay Me Where Sweet Flowers Blossom / Dr. Ginger Blue                                                 | 15429-D  |                               |
| Unveröffentlichte Titel | |          |                               |
| 1925                    | - Floetta’s Cottage - Knoxville Girl                                                                 | Columbia |                               |
| 1927                    | - Out in the Pale Moonlight - My Bonnie Blue Eyes - Keep My Grave Clean - The Sailor Boy (Version 1) | Columbia |                               |
| 1930                    | - Don’t Go Out Tonight, Sweetheart - The Sailor Boy (Version 2)                                      | Columbia |                               |

### Aufnahmedaten
| Atlanta, GA, 27. Januar 1925 Arthur Tanner (Gesang/Gitarre), Gid Tanner (Fiddle/Gesang) - Floetta’s Cottage; unveröffentlicht - Knoxville Girl; unveröffentlicht Atlanta, GA, Juni 1925 Arthur Tanner (Banjo), Earl Johnson (Fiddle), Lee Henderson (Gitarre), restliche Besetzung ist unbekannt 1. Session; Datum unbekannt - Atlanta Special; Para 33164 - Chicken Don’t Roost Too High For Me; Para 331640 (auch Sil.; Pur.) - Leather Breeches; Para 33162 (auch Pur.) - Soldier’s Joy; Para 33163 (auch Sil.) - Show Me The Way To Go Home: Para 33166 - Birmingham Rag: 33164 2. Session; Datum unbekannt - Whoa, Mule, Whoa; Para 33166 3. Session; Datum unbekannt - Merry Widow Waltz; Para 33161 4. Session; Datum unbekannt - Devilish Mary; Sil 3514 - My Burglar Man; Sil 3514 - The Knoxville Girl; Sil 3515 - When I Was Single My Pocket Would Jingle; Sil 3515 - Little Log Cabin In The Lane; Para 33161 - The Lighting Express Train; Para 33160 - Chicken Don’t Roost Too High For Me; Puritan 9161 Atlanta, GA, 1. April 1927 Arthur Tanner (Gesang/Gitarre), Gid Tanner (Fiddle/Banjo), Fate Norris (Banjo), restliche Besetzung ist unbekannt - Shack #9; Co 158180 D - The Jealous Lover; Co 15145 D - Knoxville Girl; Co 15145 D - Two Little Children; Co 158180 D | Atlanta, GA, 2. November 1927 Arthur Tanner (Gesang/Gitarre/Banjo), Clayton McMichen (Fiddle) - Out In The Pale Moonlight; unveröffentlicht - My Bonnie Blue Eyes; unveröffentlicht - Keep My Grave Clean; unveröffentlicht - The Sailor Boy; unveröffentlicht Atlanta, GA, 17. April 1928 Arthur Tanner (Gesang/Banjo), Gid Tanner (Fiddle/Gesang [?]), Riley Puckett (Gitarre/Gesang), Clayton McMichen (Fiddle) - The Disappointed Lover; Co 15352D - Sleep On Blue Eyes; Co 15352D Atlanta, GA, 12. April 1929 Arthur Tanner (Gesang/Banjo), Riley Puckett (Gitarre/Gesang [?]) - Bring Back My Blue Eyed Boy; Co 15577D - Gather The Flowers; Co 15577D - Lay Me where Sweet Flowers Blossom; Co 15479D - Dr. Ginger Blue; Co 15479D Atlanta, GA, 15. November 1930 Arthur Tanner (Gitarre [?]), restliche Besetzung ist unbekannt - Don’t Go Out Tonight, Sweetheart; unveröffentlicht - The Sailor Boy; unveröffentlicht |